# Всеволожский, Никита Всеволодович

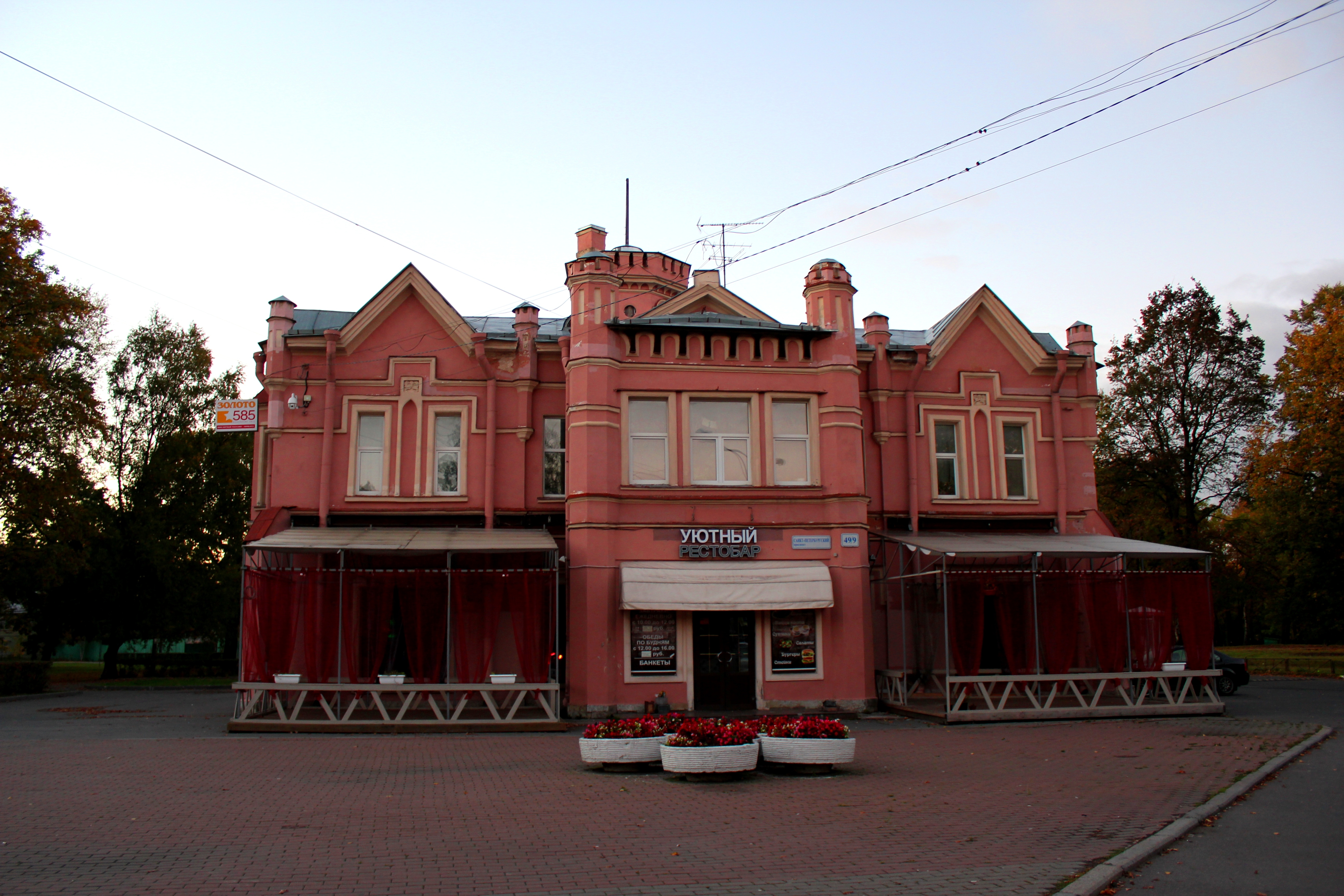
Особняк Н. В. Всеволожского в Петергофе, впоследствии проданный герцогу Мекленбург-Стрелицкому

Ники́та Все́володович Все́воложский (1799—1862) — русский водевилист и переводчик, певец-любитель, страстный театрал, основатель общества «Зелёная лампа». Крупный землевладелец, промышленник. Действительный статский советник.

## Биография
Принадлежал к младшей ветви дворянского рода Всеволожских. Отец — камергер Всеволод Андреевич Всеволожский, мать — Елизавета Никитична Бекетова. Был назван в честь деда, царицынского богача Н. А. Бекетова. В службу вступил в Коллегию иностранных дел актуариусом — 20.11.1816, камер-юнкер — 2.8.1818, титулярный советник — 23.3.1823.
С весны 1819 года до осени 1820 года в его петербургском доме (Театральная пл., 8) собирались участники общества «Зелёная лампа». В 1819 году Пушкин посвятил архивному юноше послание «Всеволожскому» («Прости, счастливый сын пиров…»). Весной 1820 года поэт проиграл Всеволожскому 1000 рублей и в уплату за них отдал тетрадь своих стихов, которая в 1825 году была выкуплена. В конце 1820 года общество прекратило своё существование.
Во время выступления декабристов в 1825 году Всеволожский находился на Кавказе. Следствием по делу было установлено, что членом тайных обществ не был, хотя его имя упоминалось в показаниях ряда декабристов в связи с обществом «Зелёная лампа», но этот факт был оставлен без внимания.

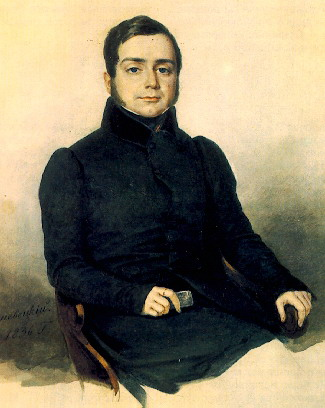
Акварельный портрет работы М. Вишневецкого

Уволен в отпуск в Кавказскую область — 15.6.1826, переведён в ведомство тифлисского военного губернатора — 21.3.1828, переведен в канцелярию виленского военного губернатора — 19.3.1831 (заведовал секретной частью), член комиссии для разбора степени вины литовских повстанцев — 1.8.1831, чиновник особых поручений при управляющем Главным штабом — 15.11.1831, камергер — 19.11.1831, статский советник — 1.4.1834, церемониймейстер — 7.5.1836, действительный статский советник — 31.12.1837, член Кабинета его величества — 7.2.1838, участвовал в комиссии по возобновлению Зимнего дворца — 22.2.1838, член Мануфактур-совета (был также членом Кабинета) — 13.1.1839, придворное звание «в должности егермейстера» — 25.3.1839, заведующий придворной охотой — 15.4.1841, придворное звание «в должности гофмейстера» — 26.10.1847.
В 1840-х годах многочисленные кредиторы выстроились в очередь, постепенно в казну переходили заводы, солеварни, земельные и лесные угодья. В 1855 году при рассмотрении многочисленных долговых дел в гражданских
судах Всеволожский был признан банкротом. Общая сумма его долгов была определена судом в 1 203 450 рублей.
Вышел в отставку с государственной службы 1 сентября 1858 года. Умер от рака в 1862 году в Бонне в долговой тюрьме. Похоронен в Висбадене на Русском православном кладбище (могила № 1.13, центральная часть кладбища). Могила внесена в «Перечень находящихся за рубежом мест погребения, имеющих для Российской Федерации историко-мемориальное значение».

## Семья
Был дважды женат.

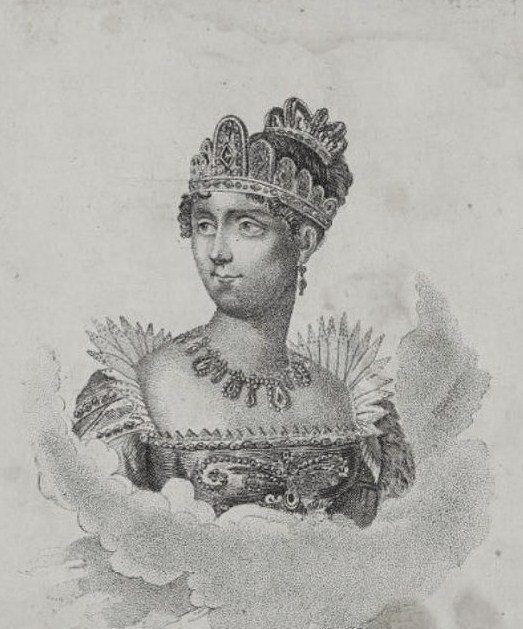
Варвара Петровна (1829)

1. Жена (с 29 апреля 1825 года) — княжна Варвара Петровна Хованская (20.04.1804[5]—19.11.1834), дочь П. А. Хованского и Е. М. Пекен, любовницы его отца. Венчались в Петербурге в церкви Спаса Нерукотворного Образа на Главной конюшне[6]. Свой брак Всеволожский объяснял желанием «омыть пятно, нанесенное семейству» Хованских сожительством их матери, а в глазах света прикрыть это сожительство видимостью родственных отношений. По отзыву О. Павлищевой, жена Всеволожского была откровенной распутницей[7]. Похоронена на Георгиевском кладбище на Большой Охте в Петербурге. Дети:
  - Всеволод (08.12.1826—17.12.1826)[8]
  - Всеволод (1831—8.7.1889), секретарь А. И. Барятинского, егермейстер.
  - Никита (12.09.1834—28.02.1838)
2. Жена (с 17 августа 1836 года)[9] — Екатерина Арсеньевна Жеребцова (1817—1868), сестра виленского губернатора Н. А. Жеребцова, построившего заново подмосковную усадьбу Алтуфьево. В родословных росписях числится дочерью Арсения Александровича Жеребцова, но в действительности была «произведением князя П. М. Волконского»[10]. Её мать Прасковья Николаевна Жеребцова (1789—1867; урож. Толстая) долгие годы состояла с ним в открытой связи и в свое время была известной особой в Петербурге. Благодаря этому браку Всеволожский в мае 1836 года был пожалован в церемониймейстеры. Согласно воспоминаниям В. И. Ден, мадам Всеволожская никогда не знала цены денег и несмотря на колоссальное состояние, жила с мужем вечно в кредит. Тем не менее она не унывала и с удивительной беспечностью и веселостью смотрела на эту ситуацию. В середине 1850-х годов она проживала на даче под Петергофом[11] в относительном одиночестве, искупая грехи своей расточительной жизни во Флоренции, где провела около трех лет. Мужчины усердно посещали ее дом и в числе самых преданных её поклонников был граф С. Ф. Апраксин. В 1858 году Всеволожские опять уехали за границу, где в казино Висбадене Екатерина Арсеньевна проигрывала огромные деньги. За долги супруги были посажены в тюрьму. После смерти мужа, спасаясь от кредиторов, вдова бежала в мужском платье через Константинополь в Россию. Проведя несколько месяцев в Одессе, она окончательно поселилась на заводах в Пермской губернии, где и скончалась[12].
  - Андрей (22.07.1840—27.06.1893[13]), камергер, действительный статский советник, автор книги по истории своего рода, с 1881 года Таврический губернатор; женат на Наталье Павловне Соломирской (1847—1893), дочери П. Д. Соломирского. Умер от апоплексического удара в Петербурге, похоронен на Большеохтинском кладбище.
    - Екатерина Андреевна Всеволожская (28.08.1886, Симферополь)[14].

  - Никита (27.04.1846—25.03.1896), отставной ротмистр лейб-гвардии Конного полка, женат на актрисе М. Г. Савиной, детей не было, разведены.
  - Елизавета (03.04.1848—04.12.1892), в первом браке Панютина, во втором за генерал-майором М. А. Сатиным[15].

От петербургской танцовщицы Авдотьи Овошниковой имел внебрачных — сына Ираклия Никитича Никитина (1823—?), впоследствии премьера Венского императорского балета, и дочь Елизавету (1827—?), также ставшую балериной.

## Награды
- Орден Святой Анны 2-й степени (1832)
- Орден Святого Владимира 3-й степени (1835)
- Орден Сятого Станислава 1-й степени (1841)
- Медаль «За возобновление Зимнего дворца» (золотая) (1839)
- Медаль «В память войны 1853—1856» (тёмно-бронзовая) (1857)
- Знаки отличия беспорочной службы: XV лет, XX лет и XXV лет (1844)[17]